# Никаллс, Петтсон
Петтсон Уормсли Никаллс (англ. Patteson Womersley Nickalls, 23 января 1876, Уиддингтон — 10 сентября 1946, Рагби) — британский игрок в поло, чемпион летних Олимпийских игр 1908.
На Играх 1908 Никаллс выступал за команду Роухэмптон, которая, выиграв оба матча против других команд, стала победительницей и получила золотые медали.